# Mallotus mollissimus
Mallotus mollissimus là một loài thực vật có hoa trong họ Đại kích. Loài này được (Geiseler) Airy Shaw mô tả khoa học đầu tiên năm 1972.